# Пљосната бресква
Пљосната бресква (лат. Prunus persica var. platycarpa), позната као бресква крофна или Сатурн бресква, је варијетет то јест сорта брескве са специфичним обликом плода (пљоснатим) са жутим месом.

### Опис
Плод пљоснате брескве (за који се такође користи назив „пљосната бресква”) је пљоснатији у односу на плодове других сорти брескве. Спољашњост тј. кора ове брескве је црвено-жуте боје и мање је длакава од осталих варијетета. Бере се у лeто или касно пролеће. Обично је слађа од осталих варијетета, али је укус ове брескве препознатљив као и код осталих варијетета.

#### Историја
Пљосната бресква је пореклом из Кине. Први пут се појављује у 16. веку у новели „Путовање на запад”.